# Don Giovanni 6D
Don Giovanni 6D er en dansk kortfilm fra 2009 instrueret af Trine Vinther Mortensen.

## Handling
Kasper, som går i 6. klasse, er ikke en del af fællesskabet, men drømmer om at være det. Han elsker opera, men holder det skjult for ikke at blive stemplet som nørd. Han er forelsket i skønne Anna, som klassens smarte fyr også er ude efter. Men har man en chance som førsteelsker, når man er operanørd og ikke det mindste smart?